# Террі Геннессі
Террі Геннессі (англ. Terry Hennessey, 1 вересня 1942, Ллей — 8 серпня 2025) — валлійський футболіст, що грав на позиції захисника, зокрема за клуби «Бірмінгем Сіті» та «Ноттінгем Форест», а також національну збірну Уельсу. По завершенні ігрової кар'єри — тренер.

## Клубна кар'єра
Народився 1 вересня 1942 року. Вихованець футбольної школи клубу «Бірмінгем Сіті». Дорослу футбольну кар'єру розпочав 1959 року в основній команді того ж клубу, в якій провів шість сезонів, взявши участь у 178 матчах чемпіонату. Більшість часу, проведеного у складі «Бірмінгем Сіті», був основним гравцем команди і допомагав їй у сезоні 1962/63 здобути Кубок Футбольної ліги.
1965 року перебрався до «Ноттінгем Форест», де протягом наступних п'яти років також здебільшого виходив на поле в основному складі команди.
Протягом 1970—1973 років захищав кольори клубу «Дербі Каунті». За результатами сезону 1971/72 допоміг команді здобути перший у її історії титул чемпіона Англії.
1973 року став гравцем нижчолігового «Тамворта», де, утім, зосередився на тренерській роботі.

## Виступи за збірну
1962 року дебютував в офіційних матчах у складі національної збірної Уельсу.
Загалом протягом кар'єри в національній команді, що тривала 11 років, провів у її формі 38 матчів.

## Кар'єра тренера
Розпочав тренерську кар'єру відразу ж по завершенні кар'єри гравця, 1973 року, очоливши тренерський штаб клубу «Тамворт».
1978 року деякий час працював у США із «Талса Рафнекс», після чого повернувся до англійського нижчолігового футболу, очоливши команду «Шепшед Чартергауз».
На початку 1980-х знову працював із «Талса Рафнекс», спочатку як асистент головного тренера, а згодом як очільник тренерського штабу. Приводив 1983 року команду до перемоги у Північноамериканській футбольній лізі.
Завершував тренерську кар'єру в Австралії, де працював протягом 1986–1988 років за «Мельбурн Кроейша» та «Гайдельберг-Кірхгайм».

## Титули і досягнення

### Як гравця
- Чемпіон Англії (1):

«Дербі Каунті»: 1971-1972
- Володар Кубка англійської ліги (1):

«Бірмінгем Сіті»: 1962-1963

### Як тренера
- Переможець Північноамериканської футбольної ліги (1):

«Талса Рафнекс»: 1983